# Ženskij volejbol'nyj klub Dinamo Moskva 2011-2012
Questa voce raccoglie le informazioni riguardanti la Ženskij volejbol'nyj klub Dinamo Moskva nelle competizioni ufficiali della stagione 2011-2012.

## Organigramma societario
Area direttiva
- Presidente: Evgenij Lovyrev

Area tecnica
- Allenatore: Boris Kolčin (fino a febbraio), Sergej Ovčinnikov (da febbraio)

## Rosa
| N° | Nome                 | Ruolo | Data di nascita  | Nazionalità sportiva |
| -- | -------------------- | ----- | ---------------- | -------------------- |
| 1  | Julija Sedova        | C     | 8 gennaio 1985   | Russia               |
| 2  | Valerija Hončarova   | C     | 3 gennaio 1988   | Russia               |
| 3  | Marija Duskrjadčenko | C     | 9 marzo 1984     | Russia               |
| 4  | Hanna Cokur          | O     | 2 aprile 1984    | Russia               |
| 5  | Eva Janeva           | S     | 31 luglio 1985   | Bulgaria             |
| 7  | Svetlana Krjučkova   | L     | 21 febbraio 1985 | Russia               |
| 8  | Natalija Hončarova   | S     | 1º giugno 1989   | Russia               |
| 9  | Vera Uljakina        | P     | 21 agosto 1986   | Russia               |
| 10 | Anna Levčenko        | P     | 12 luglio 1981   | Russia               |
| 11 | Dar'ja Čikrizova     | L     | 9 settembre 1990 | Russia               |
| 12 | Yaima Ortíz          | S     | 9 novembre 1981  | Cuba                 |
| 14 | Ekaterina Krivec     | C     | 14 novembre 1984 | Russia               |
| 15 | Evgenija Kožuchova   | S     | 3 giugno 1990    | Russia               |
| 16 | Julija Merkulova     | C     | 17 febbraio 1984 | Russia               |
| 17 | Angelina Grün        | S     | 2 dicembre 1979  | Germania             |

## Statistiche

### Statistiche di squadra
| Competizione     | Punti | In casa | In casa | In casa | In trasferta | In trasferta | In trasferta | Totale | Totale | Totale |
| Competizione     | Punti | G       | V       | P       | G            | V            | P            | G      | V      | P      |
| ---------------- | ----- | ------- | ------- | ------- | ------------ | ------------ | ------------ | ------ | ------ | ------ |
| Superliga        | 47    | 13      | 10      | 3       | 15           | 9            | 6            | 28     | 19     | 9      |
| Coppa di Russia  | 9/8   | -       | -       | -       | -            | -            | -            | 9      | 8      | 1      |
| Champions League | 13    | 4       | 2       | 2       | 4            | 2            | 2            | 8      | 4      | 4      |
| Totale           | -     | 17      | 12      | 5       | 19           | 11           | 8            | 45     | 31     | 14     |

G = partite giocate; V = partite vinte; P = partite perse

### Statistiche dei giocatori
| Giocatrice       | Superliga | Superliga | Superliga | Superliga | Superliga | Champions League | Champions League | Champions League | Champions League | Champions League |
| Giocatrice       | P         | PT        | AV        | MV        | BV        | P                | PT               | AV               | MV               | BV               |
| ---------------- | --------- | --------- | --------- | --------- | --------- | ---------------- | ---------------- | ---------------- | ---------------- | ---------------- |
| D. Čikrizova     | 2         | 0         | 0         | 0         | 0         | 0                | 0                | 0                | 0                | 0                |
| H. Cokur         | 23        | 181       | 154       | 20        | 7         | 4                | 41               | 38               | 1                | 2                |
| M. Duskrjadčenko | 22        | 194       | 103       | 68        | 23        | 6                | 36               | 23               | 9                | 4                |
| A. Grün          | 21        | 301       | 240       | 36        | 25        | 5                | 66               | 53               | 8                | 5                |
| N. Hončarova     | 28        | 644       | 572       | 47        | 25        | 8                | 153              | 130              | 14               | 9                |
| V. Hončarova     | 1         | 0         | 0         | 0         | 0         | -                | -                | -                | -                | -                |
| E. Janeva        | 26        | 244       | 203       | 23        | 18        | 8                | 83               | 76               | 4                | 3                |
| E. Kožuchova     | 12        | 2         | 1         | 0         | 1         | 3                | 1                | 0                | 0                | 1                |
| E. Krivec        | 5         | 0         | 0         | 0         | 0         | 2                | 0                | 0                | 0                | 0                |
| S. Krjučkova     | 27        | 0         | 0         | 0         | 0         | 8                | 0                | 0                | 0                | 0                |
| A. Levčenko      | 21        | 14        | 2         | 5         | 7         | 8                | 4                | 1                | 0                | 3                |
| J. Merkulova     | 21        | 93        | 63        | 24        | 6         | 4                | 6                | 5                | 0                | 1                |
| Y. Ortíz         | 5         | 49        | 45        | 4         | 0         | 4                | 14               | 13               | 0                | 1                |
| J. Sedova        | 27        | 247       | 123       | 115       | 9         | 8                | 75               | 34               | 39               | 2                |
| V. Uljakina      | 28        | 72        | 22        | 36        | 14        | 8                | 37               | 8                | 15               | 14               |

P = presenze; PT = punti totali; AV = attacchi vincenti; MV = muri vincenti; BV = battute vincenti

NB: Non sono disponibili i dati relativi alla Coppa di Russia e, di conseguenza, quelli totali